# Biały wywiad podczas wojny rosyjsko-ukraińskiej

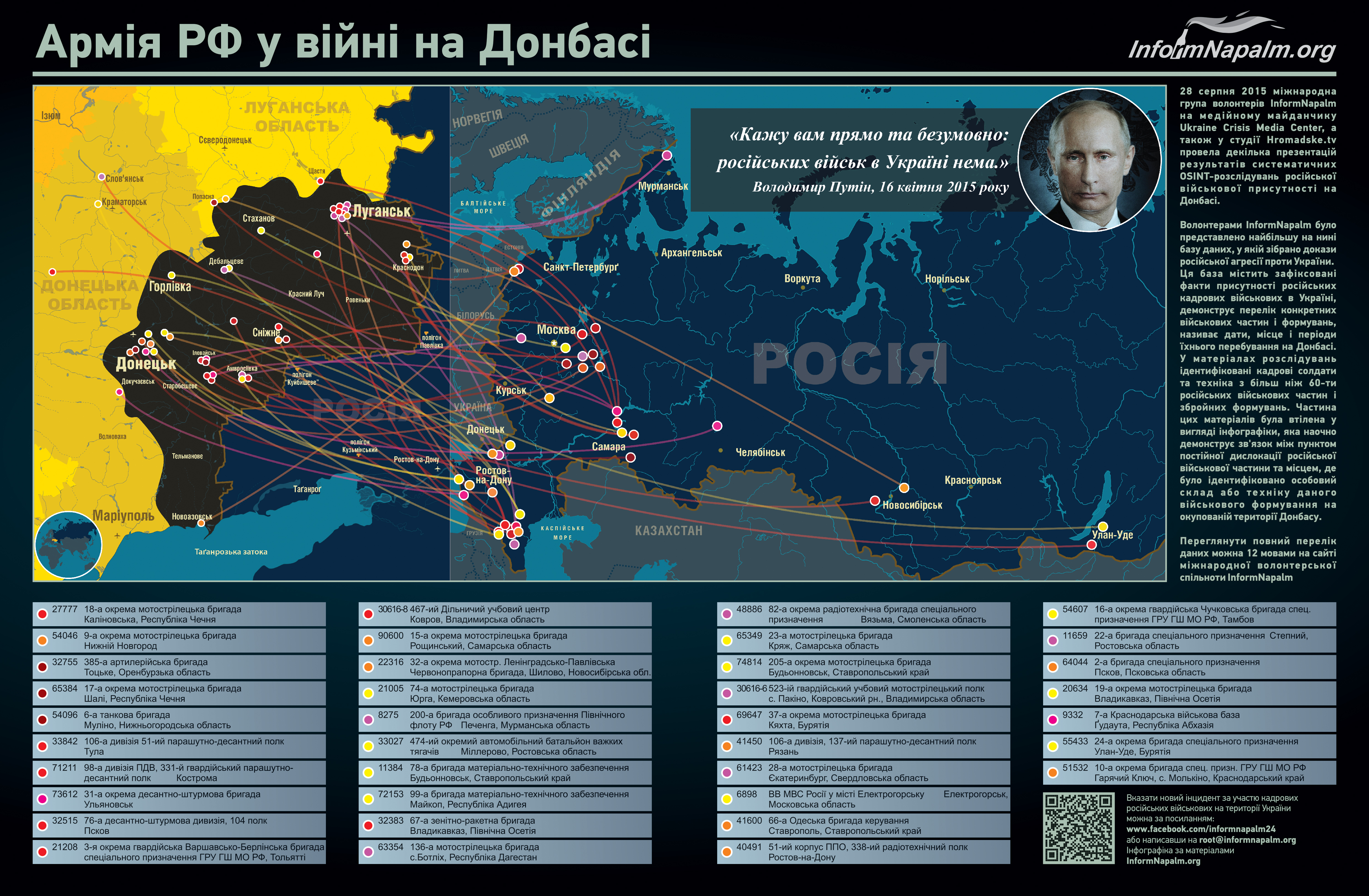
Infografika grupy InformNapalm przedstawiająca rozmieszczenie rosyjskich jednostek inwazyjnych w Donbasie.

Od początku wojny rosyjsko-ukraińskiej różni analitycy, zarówno ukraińscy, jak i zagraniczni, zaczęli badać przebieg wydarzeń, opierając się na otwartych źródłach, aby pomóc w konfrontacji z agresorem. Ruchy te nabrały szczególnego rozmachu podczas rosyjskiej inwazji na Ukrainę w lutym 2022 roku.

## Tło
Biały wywiad (ang. open-source intelligence, znanego również pod akronimem OSINT) odnosi się do gromadzenia i analizowania danych wywiadowczych na podstawie publicznie dostępnych źródeł informacji.

## Wojna w Donbasie (2014–2022)

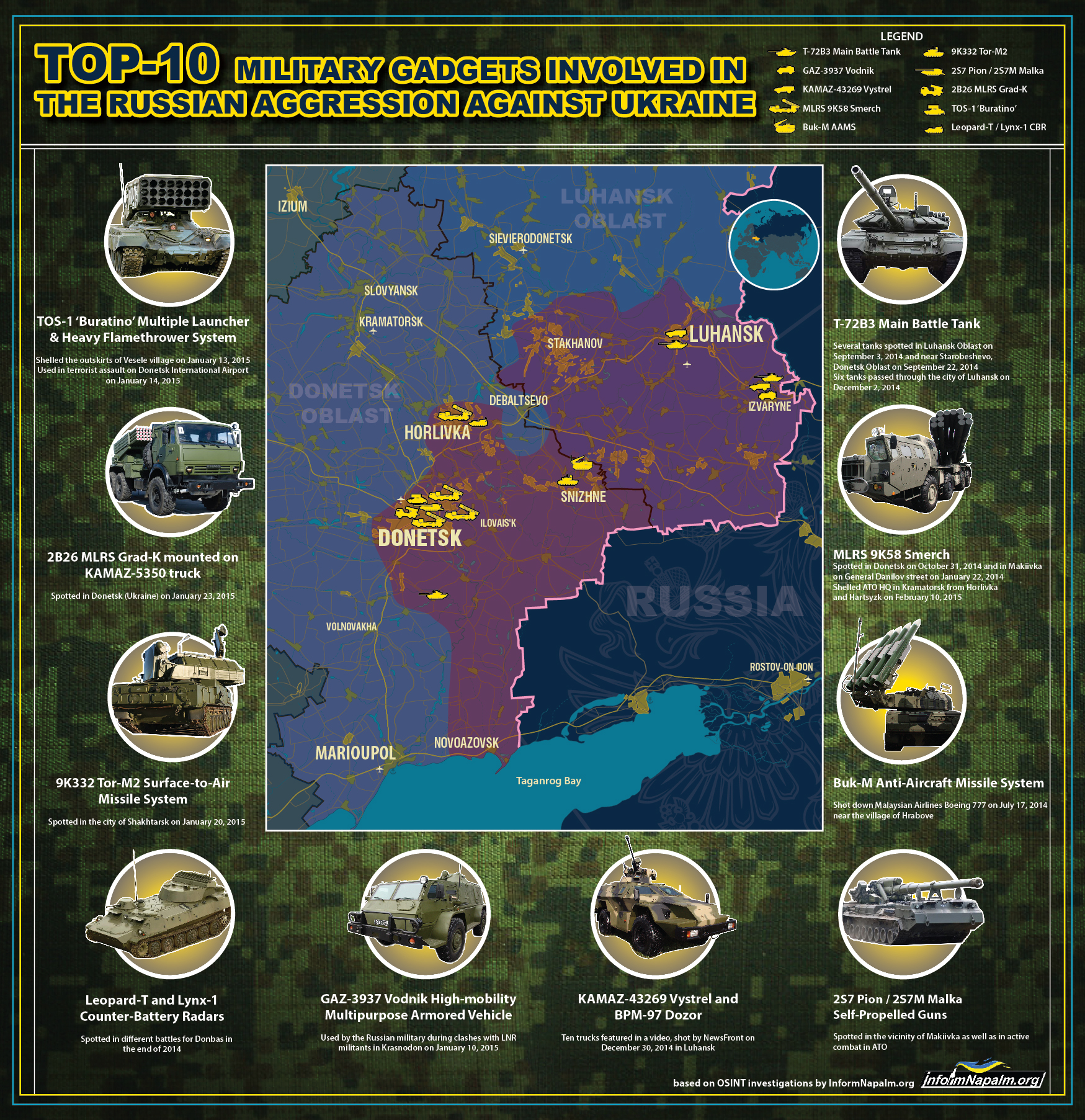
Infografika grupy InformNapalm pokazująca 10 najlepszych gadżetów wojskowych podczas rosyjskiej agresji na Ukrainę.

29 marca 2014 roku po rosyjskiej interwencji wojskowej na Ukrainie (Donbas) i aneksji Krymu powstał serwis InformNapalm. W trakcie realizacji projektu ochotnicy przeprowadzili dwa szczegółowe dochodzenia w sprawie zestrzelenia lotu 17 linii Malaysia Airlines (które później zostało wykorzystane przez Bellingcat) oraz zebrali dowody na obecność wojsk rosyjskich na terytorium Ukrainy. Ponadto społeczność InformNapalmu zidentyfikowała i opracowała bazę danych rosyjskich jednostek biorących udział w działaniach wojennych na Ukrainie (zaktualizowaną wraz z rozpoczęciem pełnoskalowej wojny rosyjsko-ukraińskiej).
Jednym z głównych osiągnięć analityków było dostarczenie niepodważalnych dowodów obecności Sił Zbrojnych Rosji na terytorium Ukrainy. Przykładowo badacze z InformNapalmu, ARES, Bellingcat zauważyli, że część sprzętu na Ukrainie była dostępna wyłącznie dla sił rosyjskich, m.in. transporter opancerzony MT-LBVM czy czołg T-72B3.

## Inwazja Rosji na Ukrainę (od 2022)
Na początku stycznia 2022 roku, jeszcze przed rozpoczęciem rosyjskiej inwazji, białoruski działacz Anton Motołko założył projekt OSINT Biełaruski Hajun (biał. Беларускі Гаюн), który monitorował aktywność i ilość wojsk rosyjskich i białoruskich na terytorium Białorusi oraz starty samolotów, rakiet itd. 20 lutego 2022 roku powstał kanał Hajunu na Telegramie, na którym publikowano informacje o wykrytych żołnierzach rosyjskich i ich ruchach. Przez pierwsze dwa miesiące wojny zespół pracował 24h na dobę, 7 dni w tygodniu. 16 marca 2022 roku Ministerstwo Spraw Wewnętrznych Białorusi uznało grupę za formację ekstremistyczną.
24 lutego 2022 roku we wczesnych godzinach porannych, tuż przed rozpoczęciem inwazji, badacze OSINT z Instytutu Studiów Międzynarodowych Middlebury (MIIS) w Monterey wykorzystali Mapy Google do śledzenia dużych rozmiarów korka na rosyjskiej drodze prowadzącej do granicy z Ukrainą. Następnie prof. Jeffrey Lewis napisał na Twitterze: „ktoś jest w ruchu”. Godzinę później wojska rosyjskie rozpoczęły inwazję.
Holenderska grupa dziennikarstwa śledczego Bellingcat publikowała interaktywne mapy zniszczonych celów cywilnych oraz pracowała nad uwierzytelnieniem potencjalnej dokumentacji zbrodni wojennych. W lipcu 2022 roku Bellingcat została zdelegalizowana przez rząd rosyjski jako organizacja niepożądana, a Prokurator Generalny Rosji stwierdził, że stanowi ona „zagrożenie dla bezpieczeństwa Federacji Rosyjskiej”.
Holenderski blog Oryx zyskał międzynarodowy rozgłos dzięki regularnym publikacjom podczas rosyjskiej inwazji na Ukrainę w 2022 roku, a w szczególności śledzeniu i liczeniu strat sprzętu wojskowego Rosji i Ukrainy na podstawie dowodów wizualnych i danych wywiadowczych (biały wywiad) z mediów społecznościowych, m.in. z X czy Telegramu. Był on regularnie cytowany w głównych mediach, w tym w Reuters, BBC News, The Guardian, The Economist, Newsweek, CNN i CBS News oraz w polskich mediach, np. TVN24 i Polskim Radiu. Forbes nazwał Oryx „najbardziej wiarygodnym źródłem konfliktu jak dotąd”, nazywając jego usługi „wybitnymi”. Ze względu na to, że publikowane były tylko wizualnie potwierdzone straty sprzętu, obliczenia Oryxa często tworzyły absolutne minimum dla oszacowań strat po obu stronach konfliktu.
Projektem podobnym do Oryxa był WarSpotting, który powstał w 2022 roku i również dokumentował straty rosyjskie na podstawie filmów i zdjęć udostępnionych w internecie, np. w mediach społecznościowych. Strona internetowa grupy posiadała także wyszukiwarkę zniszczonego sprzętu, która miała różne opcje filtrowania, m.in. ze względu na typ, model, datę i miejsce zniszczenia lub znaki bojowe. Dużą popularnością cieszyły się także kanały na Twitterze i Telegramie, w tym Ukraine Weapons Tracker, OSINTtechnical, DeepState i NMFTE, które wyszukiwały i rozpowszechniały informacje o ciekawych sytuacjach bojowych oraz zdjęcia trofeów i rzadkiego wyposażenia lub sprzętu.
Fundacja Wolna Buriacja (ros. Фонд Свободная Бурятия), założona w opozycji do inwazji, wykorzystała dane białego wywiadu, aby spróbować wyśledzić liczbę Buriatów zabitych podczas walk na Ukrainie. Według stanu na kwiecień 2022 roku fundacja oszacowała, że ok. 2,8% ofiar rosyjskich to diaspora buriacka, co stanowiło jedną z najwyższych ofiar śmiertelnych wśród rosyjskich republik federalnych. W marcu 2023 roku Ministerstwo Sprawiedliwości FR wpisało Fundację na tzw. listę „zagranicznych agentów”, a 1 września 2023 roku została uznana w Rosji za „organizację niepożądaną”.
Ważną rolę odegrały także interaktywne mapy pokazujące przebieg działań wojennych opierające się na otwartych źródłach (głównie oficjalne raporty urzędników wojskowych czy zdjęcia satelitarne), m.in. Liveuamap i DeepStateMAP. Projekt Live Universal Awareness Map (Liveuamap) został stworzony w 2014 roku przez dwóch ukraińskich inżynierów programowania i służył do śledzenia trwających konfliktów zbrojnych. Interaktywne mapy były wykorzystywane m.in. przez ONZ, Lekarzy bez Granic, Neue Zürcher Zeitung i The Guardian. Z kolei interaktywna mapa DeepStateMap.Live powstała 24 lutego 2022 roku (w dniu inwazji) przez pozarządową organizację Deep State UA, kierowaną przez wolontariuszy. Była regularnie aktualizowana, aby odzwierciedlić aktualną sytuację na linii frontu, w formacjach wojskowych i inne ważne wydarzenia wojny. Informacje podawane przez DeepState były cytowane przez różne media informacyjne, w tym 24 Kanal, BBC News, Forbes i Ukraińską prawdę.
Największa na świecie pozarządowa organizacja humanitarna zajmująca się usuwaniem min, HALO Trust, również przeprowadziła badania białego wywiadu nad konfliktem, aby rozpoznać rodzaje używanej broni i późniejsze zanieczyszczenie nią na Ukrainie, które następnie wymagało oczyszczenia. Ze względu na to, że wojna rosyjsko-ukraińska była najlepiej udokumentowaną, aktywną wojną w mediach społecznościowych, HALO Trust z powodzeniem wykorzystało biały wywiad do lepszego planowania operacji usuwania skutków wojny oraz edukacji w zakresie ryzyka związanego z amunicją wybuchową.
Grupy OSINT wykorzystały również narzędzia takie, jak aplikacje do rozpoznawania twarzy, aby zidentyfikować sprawców zbrodni wojennych, jak np. w przypadku masakry w Buczy.

## Kontrowersje
Udostępnianie informacji wywiadowczych z otwartych źródeł w mediach społecznościowych wzbudziło obawy etyczne, w tym dotyczące udostępniania obrazów graficznych ciał i potencjalnie wrażliwych danych wojskowych. Z kolei brytyjski uczony Matthew Ford z Uniwersytetu Sussex zauważył, że „Ukraińcy obawiali się, że takie zdjęcia ujawnią ich taktykę, techniki i procedury” i w związku z tym podjęli pewien stopień autocenzury. Pojawiły się również obawy dotyczące potencjalnego rozpowszechniania dezinformacji, na przykład za pośrednictwem fałszywych kont udających źródła poufne.